# Magnesi perchlorat
Magnesi perchlorat là một chất oxy hóa mạnh, với công thức hóa học được quy định là Mg(ClO4)2. Hợp chất này cũng là một chất làm khô hoàn hảo cho phân tích khí. Magnesi perchlorat phân hủy ở nhiệt độ 250 °C. Nhiệt độ tạo ra từ phản ứng là -568,90 kJ mol-1.
Enthanpi của dung dịch khá cao, vì vậy phản ứng được thực hiện với lượng lớn nước để pha loãng.
Nó được bán dưới tên thương mại là anhydrone. Sản xuất sản phẩm này ở quy mô bán công nghiệp lần đầu tiên được thực hiện bởi G. Frederick Smith trong nhà để xe của ông ở Urbana Illinois, nhưng sau đó tại một cơ sở đặt tại Columbus, OH gọi là G. Frederick Smith Chemical Co. Ông bán magnesi perchlorat cho AH Thomas, nay là Thomas Scientific, dưới tên thương mại Dehydrite.
Nó được sử dụng làm chất hút ẩm cho các mẫu khí khô hoặc không khí, nhưng không còn được khuyên dùng để sử dụng như một chất hút ẩm thông thường do những nguy cơ tiềm ẩn nguy hiểm của các hợp chất perchlorat. Hợp chất này được làm khô bằng cách đun nóng ở 220 °C dưới điều kiện chân không. Magnesi perchlorat được tạo ra bởi phản ứng của magiê hydroxide và acid perchlorric.
Năm 2011, một nghiên cứu của Viện Công nghệ Georgia đã công bố sự hiện diện của magnesi perchlorat trên sao Hỏa. Phát hiện này sẽ là một minh chứng cho sự hiện diện của nước trên hành tinh này. Là một tác nhân làm khô, magnesi perchlorat giữ lại nước trong không khí để giải phóng khi điều kiện thuận lợi và nhiệt độ trên 250K.